# Marjorie Gateson

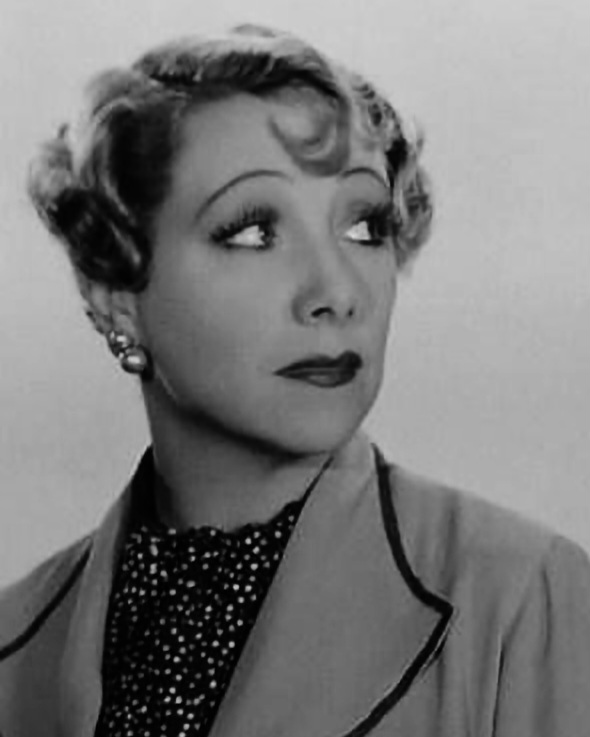
Marjorie Gateson, 1935.

Marjorie Gateson, född 17 januari 1891 i Brooklyn, New York, död 17 april 1977 i Manhattan, New York, var en amerikansk skådespelare. Hon debuterade på Broadway 1912 och medverkade i många teaterproduktioner där fram till 1954. Gateson filmdebutaerde 1931 och medverkade i över 90 Hollywoodfilmer där hennes standardroll ofta var som överklassdam av varierande snitt.

## Filmografi, urval
- 1933 – Efterlyst av hemliga polisen
- 1933 – Skandalen i Hollywood
- 1933 – Vi som gå affärsvägen
- 1935 – Glada änkans millioner
- 1936 – Folkets jubel
- 1936 – Hans fru och hans sekreterare
- 1936 – Ett paradis för två
- 1940 – Tills vi mötas igen...
- 1941 – Bröllopsdansen
- 1941 – Kärlekens bakgata
- 1942 – Svindel och kärlek
- 1943 – Det starka är det sköna värt